# О’Салливан, Лора
Лора О’Салливан (англ. Laura O'Sullivan; род. 23 августа 1991, Уэльс) — валлийская футболистка, голкипер ФК «Йовил Таун» и национальной сборной страны.

## Карьера
Лора с детства занималась футболом, но была вынуждена на некоторое время прервать занятия. Секция находилась слишком далеко от её дома и у девочки были проблемы с транспортом. Позднее она признавалась, что очень  сожалеет об этом.
В 2011 году Лора стала выступать за ЖФК «Кардифф Сити» из столицы Уэльса. Первоначально её использовали на позиции защитника. После безуспешного поиска нового вратаря тренеры команды решили наигрывать на данной позиции О'Салливан.
2 марта 2016 года дебютировала в сборной на престижном турнире Cyprus Women's Cup. Команды Уэльса и Финляндии разошлись миром — 2:2. Два других матча на групповом этапе место в воротах валлиек также занимала О'Салливан, но это не помогло команде, не прошедшей в раунд плей-офф.
17 сентября 2017 года она подписала контракт с клубом английской Суперлиги 1 «Йовил Таун».

## Достижения
- Игрок года «Кардифф Сити» по версии тренеров: 2014/15[5]
- Футболистка года в Уэльсе: 2017[6]